# ナラタケモドキ
ナラタケモドキ（楢茸擬、学名: Armillaria tabescens）はタマバリタケ科ナラタケ属の林に群生する茶色のキノコ。食用されるが、過食すると中毒をおこす。

## 名称
和名の由来は、ナラタケ (Armillaria mellea subsp. nipponica) によく似ていることから名付けられている。
以下のような地方名がある。
- 宮城県：オリミキ
- 新潟県：カワギノコ
- 分布域の一部：サワモタシ

## 分布
北半球の平地の広葉樹林に分布し、日本国内では北日本で多く産出する。

## 形態
子実体は傘と柄からなる。傘の径は4 - 6センチメートル (cm) 。傘表面は、黄褐色から茶褐色で、灰色がかることもあり、中央部に細鱗片を密生し、長い条線があり、表面は繊維状。初めは丸山形（半球形）からまんじゅう形で、のちに平らに開き、最後に縁がそり返る（漏斗状）。傘の裏のひだは白色で垂生、やや密であり、ひだに次第に淡黄褐色のしみができる。胞子は広楕円形。
柄は長さ4 - 11 cm。柄の表面は傘とほぼ同色で、つばはなく他のナラタケ属と区別可能。柄の上部は淡黄色で下部は暗褐色であり、繊維状で上部に条線があり肉が詰まっている。つぼはない。

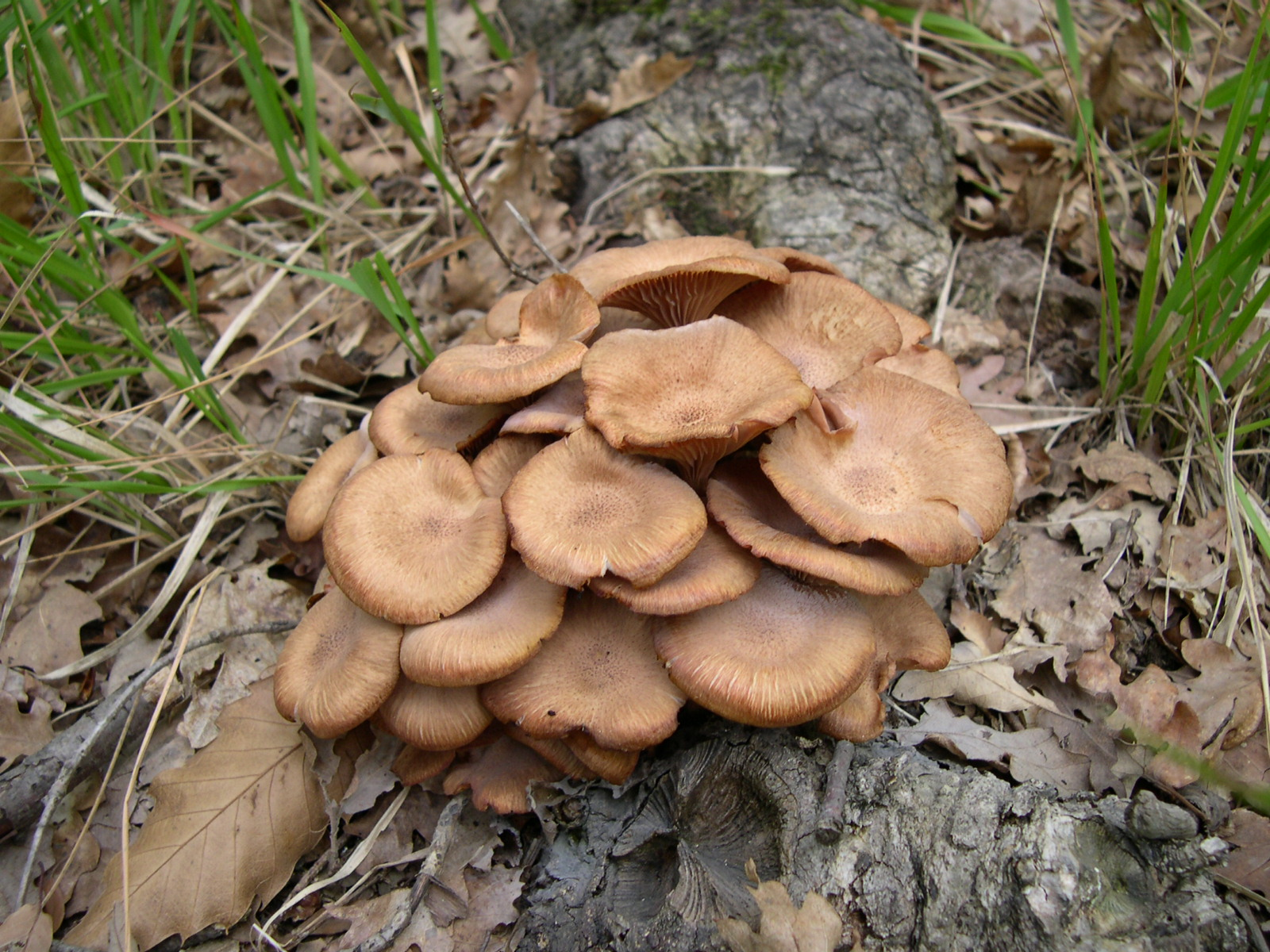
倒木に発生したナラタケモドキ
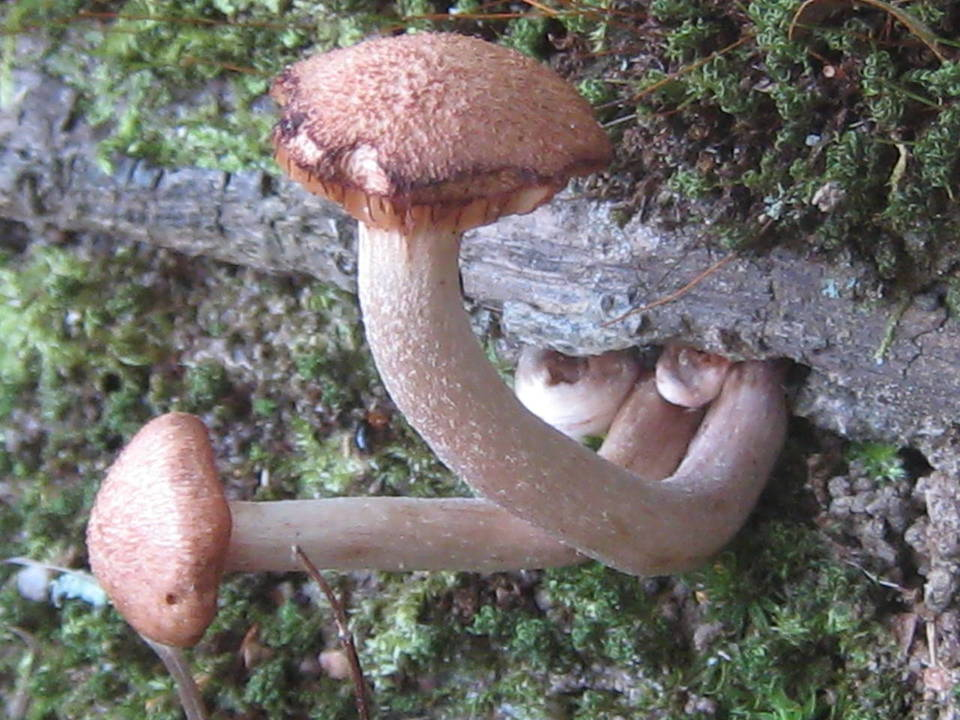
傘表面に細鱗片が密生する
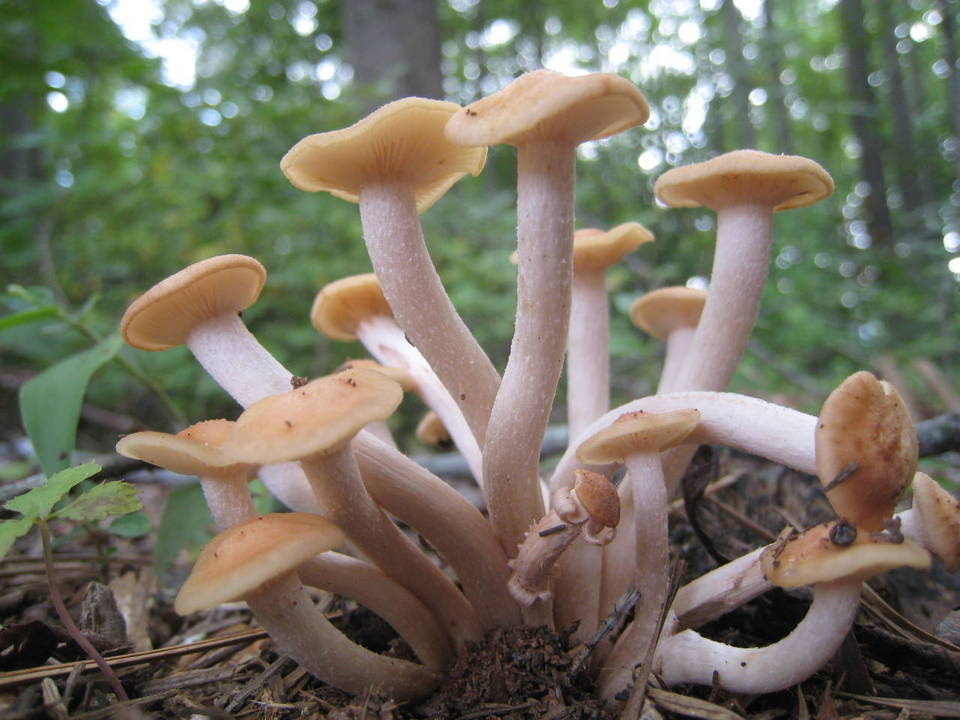
柄にはツバがない

## 生態
木材腐朽菌（腐生性）。夏（梅雨明けごろ）から秋（中秋）にかけて子実体が発生し、コナラなどの広葉樹林の枯れ木、倒木、切り株、立木の根元に、束生または群生する。ナラタケの仲間であるが、ナラタケよりも早い時期に発生する。モモやサクラ、スモモなどの樹木に寄生すると、病原性があるためこれらの木を枯らすこともあるといわれる。

## 利用
肉はもろく、白色から薄橙色で、無味無臭、柄は繊維質であり、ほんのり甘いきのこ臭があるうえ、味もよいので、食用としている地域もある。歯切れはよいが、あまりだしが出ない。酢の物、煮込み、雑炊、鍋物、佃煮、煮込み、ピクルス、マリネ、グラタン、ピザ、グラタン、オムレツ、スープ、油炒め、すき焼き、あんかけ、けんちん汁、豚汁などの料理にきわめてよく合い、お吸い物、和え物、ピラフ、ギョウザ、シュウマイ、みそ焼きなどでも合う。ナラタケより味は落ちる。
食用にされるものの、やや消化が悪いのでたくさん食べると消化不良を起こし、胃腸系の中毒を起こすため食べ過ぎには注意が必要である。湯がいて下処理をしてから利用する。抗腫瘍性多糖、アルミラリシンなどの化合物を含むが、毒成分となっているかは不明である。また、ナラタケモドキと定義される菌の中には中毒を起こすタイプとそうでないタイプが存在する可能性がある。

## 近似するキノコ
ナラタケ (Armillaria mellea subsp. nipponica) によく似ているが、ナラタケの柄にはツバがあるが、ナラタケモドキの柄にはツバがない。またナラタケの傘の表面は鱗片が少ない。